# 上海中医药大学附属曙光医院
上海中医药大学附属曙光医院是中華人民共和國上海市的一家以中医为特色的综合性医院，原名四明医院。曙光医院分為東西兩院。西院位於上海市黃浦區普安路185号，東院位於浦东新区张衡路528号。

## 歷史
光绪三十二年（1906年），宁波旅沪同乡会在上海八仙桥宁寿里建立四明公所。中華民国11年（1922年），四明公所更名為四明医院，地址位於爱来格路(今上海市黃浦區桃源路)。1953年3月，更名為市立四明医院，年底更名為市立第十人民医院。1960年，市立第十人民医院与市立第十一人民医院合并为上海中医学院附属曙光医院。1992年，上海中医学院附属曙光医院被评定为三级甲等医院。1993年更名為上海中医药大学附属曙光医院。

## 逝世名人
- 李克強，中華人民共和國前国务院总理，心臟病發後送入本院，于2023年10月27日0时10分逝世，享年68歲。

## 外部連結
- 官方网站